# Ján Zachara
Ján Zachara   (Trenčín, 27 d'agost de 1928 - Nová Dubnica, 2 de gener de 2025) va ser un boxejador eslovac que va competir sota bandera txecoslovaca durant les dècades de 1940 i 1950.
El 1952 va prendre part en els Jocs Olímpics d'Estiu de Hèlsinki, on guanyà la medalla d'or de la categoria del pes ploma del programa de boxa. En la final va guanyar a l'italià Sergio Caprari. Quatre anys més tard, als Jocs de Melbourne, quedà eliminat en quarts de final de la mateixa prova. Va guanyar dues vegades el campionat d'Eslovàquia (1947 i 1948) i quatre el de Txecoslovàquia (1951, 1954-1956). Mai no va competir com a professional. Una vegada retirat va treballar durant molts anys com a entrenador de boxa.